# (10727) Akitsushima
(10727) Akitsushima est un astéroïde de la ceinture principale.

## Description
(10727) Akitsushima est un astéroïde de la ceinture principale. Il fut découvert le 25 février 1987 à Ojima par Tsuneo Niijima et Takeshi Urata. Il présente une orbite caractérisée par un demi-grand axe de 3,13 UA, une excentricité de 0,03 et une inclinaison de 5,7° par rapport à l'écliptique.

## Compléments